# Vaccinium carlesii
Vaccinium carlesii là một loài thực vật có hoa trong họ Thạch nam. Loài này được Dunn miêu tả khoa học đầu tiên năm 1908.